# Konstantin Shayne
Pour les articles homonymes, voir Shayne.
Konstantin Shayne (russe : Константин Шэйн), né le 29 novembre 1888 à Kharkiv (Empire russe), mort le 15 novembre 1974 à Los Angeles (Californie), est un acteur d'origine russe.

## Biographie
Après des études d'art dramatique au Théâtre d'art de Moscou et des débuts au théâtre dans son pays natal, Konstantin Shayne fuit la révolution russe de 1917 et émigre finalement aux États-Unis, où il s'installe définitivement.
Ainsi, au cinéma, il contribue à trente-six films américains, sortis entre 1938 et 1965 (année où il se retire). Mentionnons Voyage sans retour de Frank Borzage (1944, avec Ray Milland et Barbara Britton), Le Criminel d'Orson Welles (1946, avec Orson Welles et Loretta Young), La Vie secrète de Walter Mitty de Norman Z. McLeod (1947, avec Danny Kaye et Virginia Mayo), Le Trésor du Guatemala de Delmer Daves (1953, avec Cornel Wilde et Constance Smith), ou encore Sueurs froides d'Alfred Hitchcock (son avant-dernier film, 1958, avec James Stewart et Kim Novak).
À la télévision, Konstantin Shayne apparaît dans quatorze séries de 1952 à 1965, dont Alfred Hitchcock présente (deux épisodes, 1956-1958) et Au-delà du réel (deux épisodes, 1963-1964).
Il est le frère de l'actrice Tamara Shayne (1902-1983) qui joue dans trois de ses films, dont Le Danube rouge de George Sidney (1949, avec Walter Pidgeon et Ethel Barrymore).

## Filmographie

### Au cinéma (intégrale)
- 1938 : Bulldog Drummond en Afrique (Bulldog Drummond in Africa) de Louis King
- 1938 : L'Évadé d'Alcatraz (King of Alcatraz) de Robert Florey
- 1939 : Paris Honeymoon de Frank Tuttle
- 1939 : Sur les pointes (On Your Toes) de Ray Enright
- 1939 : The Monroe Doctrine de Crane Wilbur
- 1939 : Charlie McCarthy, Detective de Frank Tuttle
- 1943 : Mission à Moscou (Mission to Moscow) de Michael Curtiz
- 1943 : Les Cinq Secrets du désert (Five Graves to Cairo) de Billy Wilder
- 1943 : Pour qui sonne le glas (For Whom the Bell Tolls) de Sam Wood
- 1944 : Âmes russes (Song of Russia) de Gregory Ratoff et László Benedek
- 1944 : Rien qu'un cœur solitaire (None but the Lonely Heart) de Clifford Odets
- 1944 : Voyage sans retour (Till We Meet Again) de Frank Borzage
- 1944 : Passage pour Marseille (Passage to Marseille) de Michael Curtiz
- 1944 : La Septième Croix (The Seventh Cross) de Fred Zinnemann
- 1944 : Le Faucon à New York (The Falcon in Hollywood) de Gordon Douglas
- 1945 : Fuite dans la brume (Escape in the Fog) de Oscar Boetticher Jr.
- 1945 : Le Sérum de longue vie (The Man in Half Moon Street) de Ralph Murphy
- 1945 : La Princesse et le Groom (Her Highness and the Bellboy) de Richard Thorpe
- 1946 : Dangerous Millions de James Tinling
- 1946 : Le Criminel (The Stranger) d'Orson Welles
- 1947 : La Vie secrète de Walter Mitty (The Secret Life of Walter Mitty) de Norman Z. McLeod
- 1947 : Passion immortelle (Song of Love) de Clarence Brown
- 1947 : Rendez-vous de Noël (Christmas Eve) d'Edwin L. Marin
- 1948 : Night Wind de James Tinling
- 1948 : Ombres sur Paris (To the Victor) de Delmer Daves
- 1948 : La Proie (Cry of the City) de Robert Siodmak
- 1948 : Tam-tam sur l'Amazone (Angel on the Amazon) de John H. Auer
- 1949 : Le Danube rouge (The Red Danube) de George Sidney
- 1951 : I Was a Communist for the FBI de Gordon Douglas
- 1951 : Le Droit de tuer (The Unknown Man), de Richard Thorpe
- 1952 : L'Affaire Cicéron (Five Fingers) de Joseph L. Mankiewicz
- 1953 : Le Trésor du Guatemala (The Treasure of the Golden Condor) de Delmer Daves
- 1954 : Rhapsodie (Rhapsody) de Charles Vidor
- 1956 : Le Prix de la peur (The Price of Fear) d'Abner Biberman
- 1958 : Sueurs froides (Vertigo) d'Alfred Hitchcock
- 1965 : Joy in the Morning (en) d'Alex Segal

### À la télévision (sélection)
(séries)
- 1956-1958 : Alfred Hitchcock présente (Alfred Hitchcock Presents)
  - Saison 1, épisode 21 Safe Conduct (1956) de Jus Addiss
  - Saison 3, épisode 25 Flight to the East (1958) d'Arthur Hiller
- 1958 : Mike Hammer (Mickey Spillane's Mike Hammer), première série
  - Saison 1, épisode 28 It's an Art de Boris Sagal
- 1963 : 77 Sunset Strip
  - Saison 5, épisode 20 Escape to Freedom de George Waggner
- 1963-1964 : Au-delà du réel (The Outer Limits), première série
  - Saison 1, épisode 7 L'Espion robot (O.B.I.T.) de Gerd Oswald
  - Saison 2, épisode 13 Le Double (The Duplicate Man) de Gerd Oswald